# 189930 Jeanneherbert
189930 Jeanneherbert este un asteroid din centura principală de asteroizi.

## Descriere
189930 Jeanneherbert este un asteroid din centura principală de asteroizi. A fost descoperit pe 22 septembrie 2003 la Junk Bond Observatory de David Healy (astronom). Asteroidul prezintă o orbită caracterizată de o semiaxă mare de 2,79 ua, o excentricitate de 0,11 și o înclinație de 4,9° în raport cu ecliptica.